# Kepler-186e
Kepler-186e je egzoplanet u orbiti oko crvenog patuljka Kepler-186, udaljenog od Zemlje 582 svjetlosnih godina, u zviježđu Labud. Otkriven je u veljači 2014.